# Acrotona tugen
Acrotona tugen – gatunek chrząszcza z rodziny kusakowatych i podrodziny rydzenic.
Gatunek ten opisał po raz pierwszy w 1995 roku Roberto Pace na łamach „Revue suisse de Zoologie”. Jako lokalizację typową wskazano rezerwat leśny na Mount Elgon w Kenii. Epitet gatunkowy pochodzi od grupy etnicznej Tugen.
Chrząszcz o błyszczącym, wydłużonym w zarysie ciele długości 2,4 mm. Cała powierzchnia ciała jest pokryta gęstym, słabo zaznaczonym ziarenkowaniem i pozbawiona jest siateczkowania. Głowa jest ciemnoruda. Czułki mają żółtoczerwonawe człony pierwszy i drugi oraz rudobrązowe człony pozostałe. Przedplecze, pokrywy i odwłok są ciemnorudo ubarwione. Kolor odnóży jest żółtorudy. Genitalia samca mają edeagus podobny do tego u A. basipennis, ale o rozdwojonym wierzchołku.
Owad afrotropikalny, znany wyłącznie z Kenii. Spotkany na rzędnych 2400 m n.p.m.